# Финал Кубка СССР по футболу 1958
Финал Кубка СССР по футболу 1958 состоялся 2 ноября 1958 года. Московский «Спартак» переиграл московское «Торпедо» со счётом 1:0 (с учётом дополнительного времени) и стал обладателем Кубка СССР.

## Путь к финалу
| Спартак Москва       | Спартак Москва | Спартак Москва | Этап       | Торпедо Москва   | Торпедо Москва | Торпедо Москва     |
| -------------------- | -------------- | -------------- | ---------- | ---------------- | -------------- | ------------------ |
| Соперник             | Место          | Счёт           |            | Соперник         | Место          | Счёт               |
| Динамо Киев          | В гостях       | 4:0            | 1/8 финала | Шахтёр Сталино   | В гостях       | 2:1                |
| Локомотив Красноярск | Дома           | 4:1            | 1/4 финала | Адмиралтеец      | В гостях       | 6:1                |
| Динамо Москва        | Дома           | 2:1            | 1/2 финала | Локомотив Москва | Дома           | 1:1 (доп. вр. 1:0) |

## Ход финального матча
Московский «Спартак» и московское «Торпедо» в третий раз встречались в рамках финала в истории кубков СССР. В финале Кубка СССР в 1947 году «Спартак» оказался сильнее (2:0), благодаря голам Николая Дементьева и Олега Тимакова. В 1952 году победили торпедовцы со счётом 1:0 (забил Валентин Петров).
В первом тайме игровое преимущество футболистов «Торпедо» было подавляющим, полузащитники и нападающие «Спартака» были вынуждены отрабатывать в защите. А перед самым перерывом в одной из редких своих контратак красно-белые грубо ошиблись, в результате чего Валентин Иванов убежал на рандеву с голкипером «Спартака» Валентином Ивакиным. Когда казалось, что Иванов переиграл вратаря и отправляет мяч в пустые ворота, Ивакин сумел в каком-то судорожном движении зацепиться ногой за снаряд и спасти свою команду от неминуемого гола.
Во втором тайме инициативой владели уже игроки «Спартака». Самый опасный момент возник на 83-й минуте, когда после удара Никиты Симоняна мяч из ворот выбивал защитник «Торпедо» Александр Медакин.
На дополнительное время у футболистов «Спартака» осталось больше физических и моральных сил, чем у их соперников. На 8-й минуте Анатолий Исаев прорвался в центральную зону, к нему кинулись двое защитников «Торпедо». Исаев успел сделать передачу оставшемуся без опеки Симоняну, и тот не промахнулся. Московский «Спартак» в шестой раз стал обладателем Кубка СССР по футболу.

## Финал
| Спартак Москва | 0:0 (доп. вр. 1:0) | Торпедо Москва |
| -------------- | ------------------ | -------------- |
| Симонян 98′    | Отчёт              |                |

| СПАРТАК:        |  |                    |
|                 |  |                    |
| Вр              |  | Валентин Ивакин    |
| Зщ              |  | Алексей Парамонов  |
| Зщ              |  | Анатолий Маслёнкин |
| Зщ              |  | Анатолий Солдатов  |
| ПЗ              |  | Виктор Чистяков    |
| ПЗ              |  | Игорь Нетто        |
| ПЗ              |  | Иван Мозер         |
| ПЗ              |  | Анатолий Исаев     |
| ПЗ              |  | Никита Симонян     |
| Нап             |  | Сергей Сальников   |
| Нап             |  | Анатолий Ильин     |
| Главный тренер: |  |                    |
| Николай Гуляев  |  |                    |

| ТОРПЕДО:        |  |                   |  |                 |
|                 |  |                   |  |                 |
| Вр              |  | Альберт Денисенко |  |                 |
| Зщ              |  | Александр Медакин |  |                 |
| Зщ              |  | Виктор Шустиков   |  |                 |
| Зщ              |  | Юрий Соколов      |  |                 |
| ПЗ              |  | Александр Гришин  |  |                 |
| ПЗ              |  | Николай Сенюков   |  |                 |
| ПЗ              |  | Слава Метревели   |  |                 |
| ПЗ              |  | Валентин Иванов   |  |                 |
| ПЗ              |  | Геннадий Гусаров  |  |                 |
| Нап             |  | Юрий Фалин        |  |                 |
| Нап             |  | ВиталийАрбутов    |  | Заменён         |
| Замены:         |  |                   |  |                 |
| Нап             |  | Олег Сергеев      |  | Вышел на замену |
| Главный тренер: |  |                   |  |                 |
| Виктор Маслов   |  |                   |  |                 |